# Cantón de Canet-en-Roussillon
El cantón de Canet-en-Roussillon era una división administrativa francesa, que estaba situada en el departamento de Pirineos Orientales y la región de Occitania.

## Composición
El cantón estaba formado por cuatro comunas:
- Canet-en-Roussillon
- Sainte-Marie
- Saint-Nazaire
- Villelongue-de-la-Salanque

## Supresión del cantón de Canet-en-Roussillon
En aplicación del Decreto n.º 2014-262 de 26 de febrero de 2014, el cantón de Canet-en-Roussillon fue suprimido el 22 de marzo de 2015 y sus 4 comunas pasaron a formar parte; dos del nuevo cantón de La Costa Arenosa y dos del nuevo cantón de Perpiñán-2.